# لويزا ماريا لارا
لويزا ماريا لارا (بالإسبانية: Luisa María Lara)‏ هي عالمة فيزياء فلكية إسبانية، ولدت في 9 يونيو 1966 في ألكالا لا ريال في إسبانيا.